# Paracelis
Paracelis è una municipalità di terza classe delle Filippine, situata nella provincia di Mountain, nella Regione Amministrativa Cordillera.
Paracelis è formata da 9 barangay:
- Anonat
- Bacarni
- Bananao
- Bantay
- Bunot
- Buringal
- Butigue
- Palitod
- Poblacion